# Cacostola fuscata
Cacostola fuscata är en skalbaggsart som beskrevs av Dillon 1952. Cacostola fuscata ingår i släktet Cacostola och familjen långhorningar. Inga underarter finns listade.